# Bình Hòa, Tây Ninh
Bình Hòa là một xã thuộc tỉnh Tây Ninh, Việt Nam.

## Địa lý
Xã Bình Hòa có vị trí địa lý:
- Phía đông giáp xã Bình Thành.
- Phía tây giáp xã Bình Hiệp và phường Kiến Tường.
- Phía nam giáp xã Mộc Hóa.
- Phía bắc giáp Vương quốc Campuchia.

Xã Bình Hòa có diện tích tự nhiên là 117,85 km², quy mô dân số năm 2025 là 13.581 người.

## Lịch sử

### Năm 2025
- Ngày 12 tháng 6 năm 2025, Quốc hội khóa XV ban hành Nghị quyết số 202/2025/QH15 về việc sắp xếp đơn vị hành chính cấp tỉnh[4]. Theo đó, sắp xếp toàn bộ diện tích tự nhiên, quy mô dân số của tỉnh Long An và tỉnh Tây Ninh thành tỉnh mới có tên gọi là tỉnh Tây Ninh.

- Ngày 16 tháng 6 năm 2025, Ủy ban Thường vụ Quốc hội khóa XV ban hành Nghị quyết số 1682/NQ-UBTVQH15 về việc sắp xếp các đơn vị hành chính cấp xã của tỉnh Tây Ninh năm 2025[5]. Theo đó, sắp xếp toàn bộ diện tích tự nhiên, quy mô dân số của các xã Bình Thạnh (huyện Mộc Hóa), Bình Hòa Đông và Bình Hòa Trung thành xã mới có tên gọi là xã Bình Hòa..